# Водни лилии
 Тази статия е за семейството водни растения.  За филма вижте Водни лилии (филм).  
Водни лилии или водни рози (Nymphaeaceae), са семейство покритосеменни цъфтящи растения, разпространени в райони с умерен и тропически климат.

## Класификация
Семейството съдържа пет рода с около 70 известни вида.
В България се срещат два вида – жълта водна лилия (Nuphar lutea) и бяла водна лилия (Nymphaea alba).
Семейство Водни лилии
- Род Barclaya – 3 или 4 вида
- Род Euryale – 1 вид
- Род Nuphar – над 10 вида
- Род Водни лилии (Nymphaea) – над 35 вида
- Род Victoria – 2 вида

## Описание
Водните лилии са многогодишни и по-рядко едногодишни водни растения с подводни и силно развити коренища, впити в дъното на течащи или застояли водни басейни, като листата и цветовете им плуват на повърхността. Листата имат дълги дръжки.
Листата са цели и могат да покрият площ до 2 метра в диаметър. Цветовете са големи, а венчелистчетата обикновено са много.

## Символизъм
Водната лилия е национално цвете на Бангладеш. Victoria Amazonica е част от герба на Гвиана.

## Галерия
- Бяла водна лилия (Nymphaea alba)
- Водни лилии в Момбаса, Кения.
- Тропическа водна лилия в Малайзия.
- Розова водна лилия в Сидни, Австралия.
- Nymphaea alba, ботаническа градина Флорида
- Водни лилии в градината на Изола Мадре, Лаго Маджоре, Италия.